# Torsten Kreuger
Torsten Kreuger (17 juin 1884 à Kalmar - 12 octobre 1973 à Genève) est un homme d'affaires suédois.
Il est le frère de l'homme d'affaires milliardaire Ivar Kreuger.
Torsten Kreuger commença sa carrière dans l'entreprise familiale d'allumettes dirigée par son frère, Svenska Tändsticks AB (aujourd'hui Swedish Match), à Kalmar, puis il quitte l'entreprise en 1914 et se dirige vers Stockholm pour diriger ses propres affaires, en particulier dans le domaine de la finance, des journaux (devenant en particulier propriétaire du quotidien national Aftonbladet) et diverses industries.
En décembre 1958, son épouse achète le Château Malvand à Pregny-Chambésy. Il le gardera jusqu'à sa mort .